# Aruana silvicola
Aruana silvicola is een spinnensoort in de taxonomische indeling van de springspinnen (Salticidae). De soort komt voor op de Aru-eilanden.
Het dier behoort tot het geslacht Aruana. De wetenschappelijke naam van de soort werd voor het eerst geldig gepubliceerd in 1911 door Embrik Strand.